# Sant Jaume de Canadal
Sant Jaume de Canadal és una església preromànica de la Jonquera inclosa a l'Inventari del Patrimoni Arquitectònic de Catalunya.

## Descripció
L'església és situada a Canadal, a un quilòmetre de la Jonquera, i s'hi poden veure dues fases constructives, que s'allarguen amb el temps. La primera dataria dels segles VIII i IX : nau i volta, la segona del XV-XVII : capelles del creuer i absis. La primera construcció es podria situar dins l'anomenat preromànic. L'entrada es troba en un lateral, a migdia; és d'arc de mig punt i està adovellada hi ha una petita obertura que dona a la façana de migdia. L'interior remarcat per una volta de canó una mica apuntada, amb arrebossat que tot ho cobreix. El creuer s'allargaria a l'afegir-s'hi la sagristia, amb la qual cosa, sobresurt en planta (el creuer) i també en alçat, encara que sense depassar massa l'alçada de l'edifici. La coberta de vessant a dues aigües es veu coronada per un campanar de cadireta al que li manca la campana. L'aparell constructiu usat no és gens uniforme: pedres de granit, resol, argamassa… en alguns llocs arrebossat. Al mur nord, que és on millor es pot percebre, es veu com la col·locació de les diferents pedres de granit es fa sense seguir filades.